# Adalbert Regli

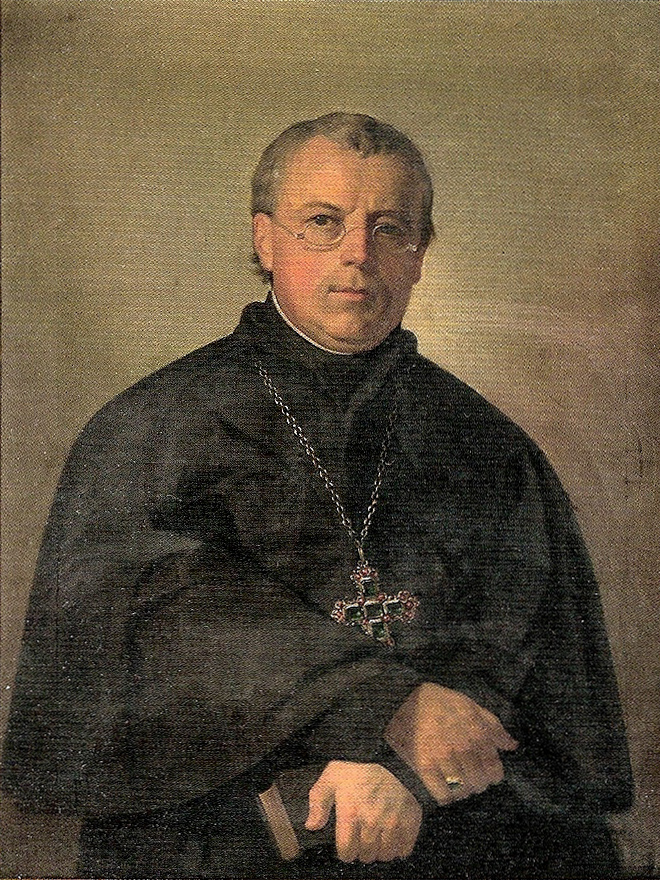
Adalbert Regli

Adalbert Regli OSB (* 13. November 1800 in Prato (Leventina) als Franz Anton Georg Josef Regli; † 5. Juli 1881 in Gries-Quirein) war ein Schweizer Benediktinermönch. Von 1838 bis 1841 war er Abt des Klosters Muri im Kanton Aargau. Nachdem dieses aufgehoben wurde, war er von 1845 bis zu seinem Tod Abt der neu entstandenen Abtei Muri-Gries bei Bozen.

## Biografie
Der Sohn des Landwirts Johann Georg Josef Regli und der Josefa Regula Regli wurde im Kanton Tessin geboren und wuchs in Andermatt auf. Dort erhielt er Unterricht in der Lateinschule. 1816 trat er in die Klosterschule von Muri ein. 1819 legte er die Profess ab, 1824 erhielt er die Priesterweihe. Anschliessend war Regli als Lehrer für Philosophie, Physik und Theologie an der Klosterschule tätig, ab 1830 auch als Unterpfarrer in Muri. 1833 übernahm er als Kanzleidirektor die wirtschaftliche Verwaltung des Klosters. Am 7. November 1835 floh Abt Ambrosius Bloch aufgrund der radikalen Säkularisierungspolitik des Kantons Aargau ins Kloster Engelberg, woraufhin Regli als dessen Statthalter amtierte. Nach Blochs Tod wurde er im November 1838 zum Abt gewählt.
Regli wollte eine im Kloster untergebrachte Bezirksschule, die wie das Gesetz vorschrieb unter staatlicher Aufsicht stehen würde, gründen. Die Schule wollte er im Frühjahr 1840 eröffnen, was jedoch nicht gelang da in der Südseite des Klosters die vorgesehene Bezirksschule Muri geplant war.
Am 10. Januar 1841 kam es im Freiamt nach der Annahme einer neuen Verfassung, die in allen katholischen Bezirken deutlich abgelehnt worden war, zu einem bewaffneten Aufstand, den die Regierungstruppen rasch niederschlugen. Die Kantonsregierung beschuldigte die Klöster, allen voran Muri, den Aufstand angestiftet zu haben. Auf Antrag von Augustin Keller beschloss der Grosse Rat am 13. Januar deren sofortige Aufhebung. Oberst Friedrich Frey-Herosé hatte den Befehl, den Beschluss umzusetzen. Er schränkte die Bewegungsfreiheit der Mönche ein und forderte sie dann am 25. Januar auf, den Kanton innerhalb von 48 Stunden zu verlassen. Regli blieb für einige Tage mit vier Mönchen zurück, um die Übergabe des Klostervermögens zu regeln. Schliesslich verliess er am 3. Februar Muri als letzter.
Regli fand zunächst im Kloster Frauenthal bei Cham Zuflucht, später im Uttingerhof bei Zug. An die Tagsatzung schrieb er Protestnoten gegen die Vertreibung, die jedoch unbeachtet blieben. Im Februar 1841 machte der Kanton Obwalden den Mönchen das Angebot, das Kollegium in Sarnen zu übernehmen. Der Konvent sagte zu und zog im November 1841 dorthin. Regli unterrichtete vier Jahre lang in Sarnen. Als klar war, dass eine Rückkehr nach Muri aussichtslos sein würde, führte er ab September 1843 Verhandlungen mit dem österreichischen Staatskanzler Metternich zur Übernahme des leerstehenden Augustiner-Chorherrenstifts von Gries-Quirein bei Bozen. Am 14. Oktober 1843 nahm er dort einen ersten Augenschein. Die ersten Ordensbrüder aus Muri übersiedelten im Juni 1845 und begründeten die Abtei Muri-Gries.
Regli leitete die Instandstellung und Neuausstattung der Klosteranlage in Gries. Ab 1846 wurden wieder Novizen angenommen, im Oktober 1847 bestätigte die österreichische Regierung definitiv die Übergabe des Klosters und des Stiftungsgutes. Bis 1855 konnten die ehemaligen Kollaturen des Augustinerstiftes übernommen werden. Regli war Mitglied des Gemeinderates von Gries. Von 1860 bis 1866 gehörte er als Vertreter des Prälatenstandes dem Landtag von Tirol an.